# Seirei shitei toshi

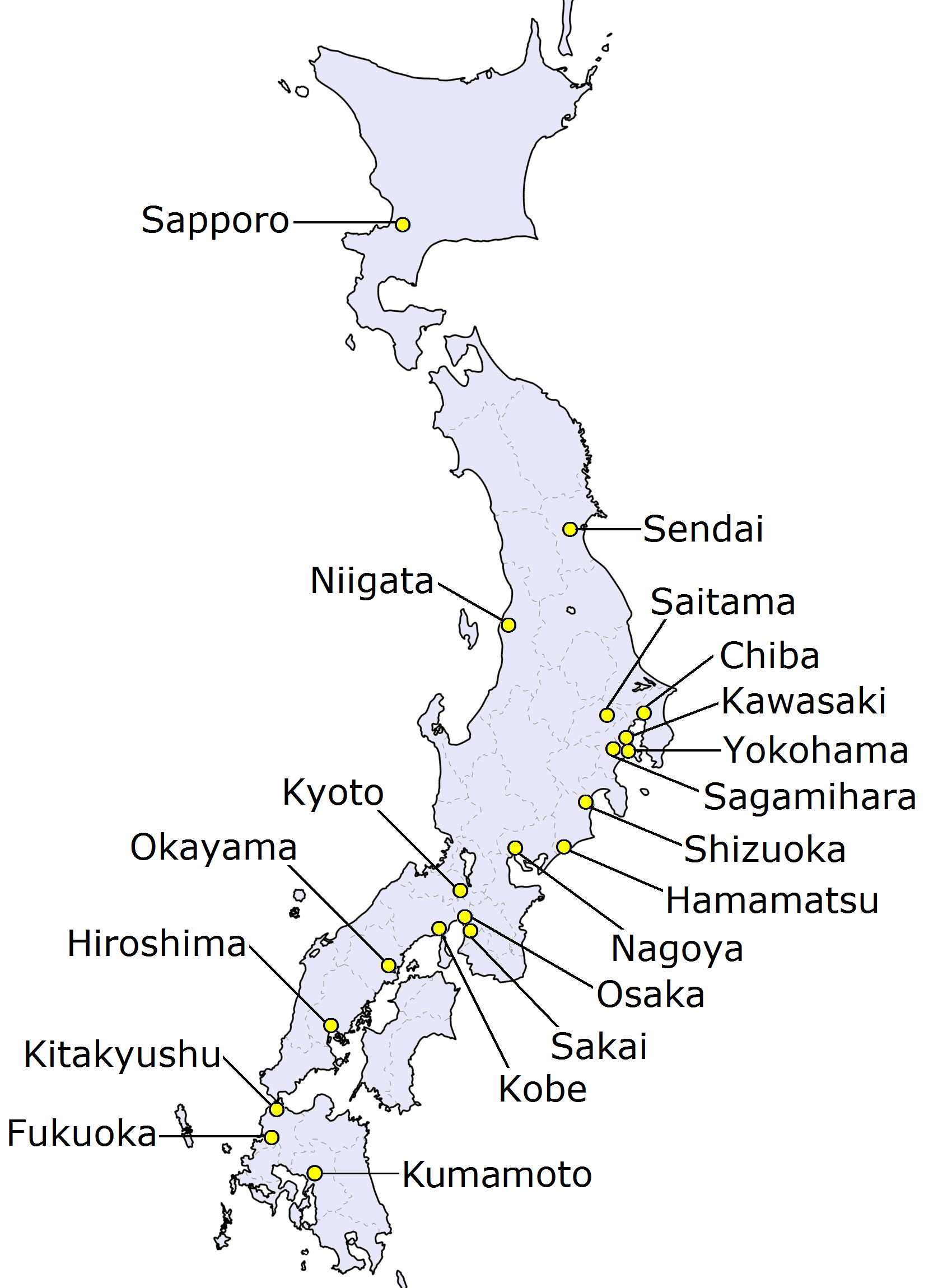
Lage der seit 2012 20 seirei shitei toshi in Japan.

Seirei shitei toshi (jap. 政令指定都市, dt. etwa „durch Regierungsverordnung bestimmte [Groß-]Stadt“, kurz seirei-shi (政令市) oder shitei toshi (指定都市); engl. unter anderem city designated by government ordinance, decree-designated cities, government-appointed major cities) sind eine Sonderform für große kreisfreie Städte (shi) in Japan. Im Unterschied zu anderen kreisfreien Städten oder sonstigen Gemeinden übernehmen sie bestimmte Präfekturaufgaben, unter anderem bei Sozialleistungen, Stadtplanung, Bildung und Straßenbau. Außerdem gliedern sich seirei shitei toshi in [Stadt-]Bezirke (ku), an die sie wiederum einige Verwaltungsaufgaben wie zum Beispiel Meldeangelegenheiten delegieren. Unter den besonderen Formen für große Städte haben seirei-shi vor den chūkaku-shi („Kernstädte“; 1994 eingeführt) und den tokurei-shi („Ausnahmestädten“; 1999 eingeführt) die umfangreichsten Verwaltungskompetenzen.
Gesetzliche Voraussetzung für die Ernennung einer seirei-shi durch das Kabinett ist eine Einwohnerzahl von mindestens 500.000; üblich ist allerdings, dass eine Stadt in Größe, Verwaltungskapazität und Finanzlage in etwa vergleichbar mit bisherigen seirei-shi (in der Größenordnung von 800.000 Einwohnern) ist, bevor eine Ernennung erfolgt. Das Verfahren zur Ernennung ist nicht gesetzlich geregelt, beginnt aber üblicherweise mit einem Beschluss im Stadtparlament, gefolgt von Beratungen von Gouverneur und Parlament der betroffenen Präfektur; nach einem entsprechenden Antrag an den Innenminister (Sōmu-daijin) beraten Ministerien und Behörden der Zentralregierung, bevor das Kabinett die Verordnung zur Ernennung beschließt.

## Geschichte
Eingeführt wurde der Status 1956 und zunächst den fünf verbliebenen der sechs größten Städte Japans (die Stadt Tokio war 1943 in der Präfektur Tokio aufgegangen) verliehen, die bereits im Kaiserreich über Jahrzehnte mehr Kompetenzen von den [im Kaiserreich nicht gewählten] Zentral- und Präfekturregierungen eingefordert hatten und für die schon vor dem Krieg bestimmte Sonderregelungen galten: Ōsaka, Kyōto, Yokohama, Nagoya und Kōbe. In der Besatzungszeit wurde im „Gesetz über lokale Selbstverwaltung“ (chihō-jichi-hō) 1947 für diese Städte der Status von tokubetsu-shi („Sonderstädten“; vgl. teukbyeol-si/t'ŭkpyŏl-si in der Verwaltungsgliederung Südkoreas und Nordkoreas) festgehalten, solche wären aus den Präfekturen herausgelöst worden und hätten selbst auf Präfekturebene gestanden; die Umsetzung dieser Reform wurde aber von der nationalen Politik und den Präfekturverwaltungen durch zusätzliche Bestimmungen, insbesondere die Einführung einer präfekturweiten Volksabstimmung als Voraussetzung, praktisch verhindert. 1956 änderte das nationale Parlament das Gesetz und ersetzte den eigentlich für die Großstädte vorgesehenen Status von tokubetsu-shi durch seirei-shi, der den Großstädten zwar zusätzliche Verwaltungskompetenzen verleiht, sie aber nicht ganz von den Präfekturen unabhängig macht.
Die sechste seirei-shi wurde 1963 Kitakyūshū und seit den 1970er Jahren folgten bis 2012 14 weitere Städte, so dass es heute 20 seirei-shi gibt.

## Liste
| Stadt (-shi) | Präfektur (-dō/-fu/-ken) | Ernennungsjahr | Einwohnerzahl                        | Heutige Stadtbezirke (-ku) |
| ------------ | ------------------------ | -------------- | ------------------------------------ | --- |
| Sapporo      | Hokkaidō                 | 1972           | 1.961.690 (Stand: 31. Dezember 2020) | Atsubetsu, Chūō, Higashi, Kita, Kiyota, Minami, Nishi, Shiroishi, Teine, Toyohira |
| Sendai       | Miyagi                   | 1989           | 1.091.936 (Stand: 1. März 2021)      | Aoba, Izumi, Miyagino, Taihaku, Wakabayashi |
| Saitama      | Saitama                  | 2003           | 1.320.571 (Stand: 1. März 2021)      | Chūō, Iwatsuki, Kita, Midori, Minami, Minuma, Nishi, Ōmiya, Sakura, Urawa |
| Chiba        | Chiba                    | 1992           | 0.981.738 (Stand: 1. März 2021)      | Chūō, Hanamigawa, Inage, Midori, Mihama, Wakaba |
| Yokohama     | Kanagawa                 | 1956           | 3.757.630 (Stand: 1. September 2020) | Aoba, Asahi, Hodogaya, Isogo, Izumi, Kanagawa, Kanazawa, Kōhoku, Kōnan, Midori, Minami, Naka, Nishi, Sakae, Seya, Totsuka, Tsurumi, Tsuzuki,                                                                                             |
| Kawasaki     | Kanagawa                 | 1972           | 1.539.522 (Stand: 1. September 2020) | Asao, Kawasaki, Miyamae, Nakahara, Saiwai, Takatsu, Tama |
| Sagamihara   | Kanagawa                 | 2010           | 0.722.973 (Stand: 1. September 2020) | Chūō, Midori, Minami |
| Niigata      | Niigata                  | 2007           | 0.790.646 (Stand: 1. März 2021)      | Akiha, Chūō, Higashi, Kita, Kōnan, Minami, Nishi, Nishikan |
| Shizuoka     | Shizuoka                 | 2005           | 0.685.589 (Stand: 1. März 2021)      | Aoi, Shimizu, Suruga |
| Hamamatsu    | Shizuoka                 | 2007           | 0.788.211 (Stand: 1. März 2021)      | Hamakita, Higashi, Kita, Minami, Naka, Nishi, Tenryū |
| Nagoya       | Aichi                    | 1956           | 2.326.844 (Stand: 1. Februar 2021)   | Atsuta, Chikusa, Higashi, Kita, Meitō, Midori, Minami, Minato, Mizuho, Moriyama, Naka, Nakagawa, Nakamura, Nishi, Shōwa, Tempaku |
| Kyōto        | Kyōto                    | 1956           | 1.455.123 (Stand: 1. Oktober 2021)   | Fushimi, Higashiyama, Kamigyō, Kita, Minami, Nakagyō, Nishikyō, Sakyō, Shimogyō, Ukyō, Yamashina |
| Osaka        | Osaka                    | 1956           | 2.751.862 (Stand: 1. März 2021)      | Abeno, Asahi, Chūō, Fukushima, Higashinari, Higashisumiyoshi, Higashiyodogawa, Hirano, Ikuno, Jōtō, Kita, Konohana, Minato, Miyakojima, Naniwa, Nishi, Nishinari, Nishiyodogawa, Suminoe, Sumiyoshi, Taishō, Tennōji, Tsurumi, Yodogawa, |
| Sakai        | Osaka                    | 2006           | 0.823.523 (Stand: 1. März 2021)      | Higashi, Kita, Mihara, Minami, Naka, Nishi, Sakai |
| Kōbe         | Hyōgo                    | 1956           | 1.513.193 (Stand: 1. März 2021)      | Chūō, Higashi-Nada, Hyōgo, Kita, Nada, Nagata, Nishi, Suma, Tarumi, |
| Okayama      | Okayama                  | 2009           | 0.720.043 (Stand: 1. März 2021)      | Higashi, Kita, Minami, Naka |
| Hiroshima    | Hiroshima                | 1980           | 1.198.021 (Stand: 1. Februar 2021)   | Aki, Asakita, Asaminami, Higashi, Minami, Naka, Nishi, Saeki |
| Kitakyūshū   | Fukuoka                  | 1963           | 0.935.084 (Stand: 1. September 2020) | Kokura-Kita, Kokura-Minami, Moji, Tobata, Yahata-Higashi, Yahata-Nishi, Wakamatsu |
| Fukuoka      | Fukuoka                  | 1972           | 1.603.043 (Stand: 1. September 2020) | Chūō, Hakata, Higashi, Jōnan, Minami, Nishi, Sawara |
| Kumamoto     | Kumamoto                 | 2012           | 0.738.385 (Stand: 1. März 2021)      | Chūō, Higashi, Kita, Minami, Nishi |